# Шокли, Мэриан
Мэриан Шокли (англ. Marian Shockley; 10 октября 1911 — 14 декабря 1981) — американская актриса немого кино.

## Избранная фильмография
| Год  |     | Русское название | Оригинальное название | Роль                    |
| ---- | --- | ---------------- | --------------------- | ----------------------- |
| 1930 | кор | —                | College Cuties        | студентка               |
| 1931 | кор | —                | Disappearing Enemies  | Хейзел                  |
| 1931 | ф   | —                | Heroes of the Flames  | Джун Мэдисон            |
| 1931 | кор | —                | Hello Napoleon        | медсестра               |
| 1931 | ф   | —                | Near the Trail’s End  | Джейн Ранклин           |
| 1932 | кор | —                | Torchy’s Two Toots    | Марджори                |
| 1932 | кор | —                | Torchy’s Busy Day     | Ви Эллинс               |
| 1932 | кор | —                | Torchy Rolls His Own  | Ви Эллинс               |
| 1933 | кор | —                | Torchy’s Kitty Coup   | Ви Эллинс               |
| 1933 | кор | —                | Torchy Turns Turtle   | Ви Эллинс               |
| 1933 | кор | —                | Torchy’s Loud Spooker | Ви Эллинс               |
| 1934 | ф   | —                | Elinor Norton         | сотрудница издательства |
| 1943 | ф   | Солдатский клуб  | Stage Door Canteen    | Лиллиан                 |